# Sainte-Gauburge-Sainte-Colombe
Sainte-Gauburge-Sainte-Colombe är en kommun i departementet Orne i regionen Normandie i nordvästra Frankrike. Kommunen ligger i kantonen Le Merlerault som tillhör arrondissementet Argentan. År 2022 hade Sainte-Gauburge-Sainte-Colombe 1 013 invånare.

## Befolkningsutveckling
Antalet invånare i kommunen Sainte-Gauburge-Sainte-Colombe
| Referens: INSEE |